# Кузлово
Кузлово — деревня в Вышневолоцком городском округе Тверской области. 

## География
Деревня расположена в 38 км на юго-запад от города Вышний Волочек.

## История
В 1800 году в селе была построена каменная Успенская церковь, в 1809 году построена кладбищенская Михайловская церковь.
В конце XIX — начале XX века село входило в состав Ясеновской волости Вышневолоцкого уезда Тверской губернии.
С 1929 года деревня являлась центром Кузловского сельсовета Есеновичского района Тверского округа Московской области, с 1935 года — в составе Калининской области, с 1958 года — в составе Кожинского сельсовета Вышневолоцкого района, с 1994 года — в составе Есиновичского сельского округа, с 2005 года — в составе Есеновичского сельского поселения, с 2019 года — в составе Вышневолоцкого городского округа.

## Население
| 1859 | 2002 | 2010 |
| ---- | ---- | ---- |
| 247  | ↘29  | ↘25  |